# Hiranuma-Gruppe
Das Kokueki to Kokumin no Seikatsu o mamoru Kai (jap. 国益と国民の生活を守る会, dt. etwa „Versammlung zum Schutz der nationalen Interessen und des Lebens der Bürger“), meist nach ihrem ehemaligen Vorsitzenden als Hiranuma-Gruppe (平沼グループ, Hiranuma gurūpu von engl. group) bezeichnet, war eine von 2009 bis 2011 bestehende, konservative Fraktion im Shūgiin, dem Unterhaus des japanischen Parlaments. Sie hatte zuletzt zwei Mitglieder. Bis zu seinem Austritt im April 2010 stand sie unter dem Vorsitz des ehemaligen Wirtschaftsministers und langjährigen LDP-Mitglieds Takeo Hiranuma.
Hiranuma hatte die LDP im Vorfeld der Shūgiin-Wahl 2005 als Gegner der vom Parteivorsitzenden und Premierminister Jun’ichirō Koizumi betriebenen Postprivatisierung verlassen müssen und wurde als Unabhängiger im 3. Wahlkreis Okayama gegen die „Attentäter“-Kandidatin Toshiko Abe wiedergewählt. Er schloss sich danach weder den neuen Parteien der LDP-„Rebellen“, der Neuen Volkspartei und der Neuen Partei Japan, an, noch kehrte er in die LDP zurück. Im Vorfeld der Wahl von 2009 kündigte er die Gründung einer neuen Partei gemeinsam mit konservativen Unabhängigen an. Hiranuma hatte bereits im Juli 2009 eine Gruppe von Kandidaten, aktuellen und ehemaligen Abgeordneten des nationalen Parlaments und in Präfekturparlamenten begründet, die sich als Hiranuma group bezeichnete.
Nach der Wahl schloss sich Hiranuma im Unterhaus zusammen mit den ehemaligen LDP-Abgeordneten Minoru Kiuchi und Ryūji Koizumi zur Fraktion Kokueki to Kokumin no Seikatsu o mamoru Kai zusammen. Im April 2010 gründete Hiranuma mit Kaoru Yosano, weiteren Ex-LDP-Abgeordneten und dem Gouverneur von Tokio Shintarō Ishihara die Partei Tachiagare Nippon. Die beiden verbliebenen Abgeordneten der „Hiranuma-Gruppe“ hielten die Fraktion bis Dezember 2011 aufrecht, als sie der LDP-Fraktion (jimintō – mushozoku no kai) beitraten.